# لف يور لايف (أغنية تي.آي.)
ليف يور لايف (بالعربية: عيش حياتك) هي أغنية من قبل الرابر الأمريكي تي.آي.، من ألبومه السادس بيبر تريل (2008), مع اشتراك المغنية البربادوسية ريانا. صدرت كأغنية منفردة ثالثة من الألبوم في 23 سبتمبر، 2008. الأغنية هي أغنية هيب-هوب مع ألحان آر أند بي معاصرة. كلمات الأغنية تتكلم عن شهرة تي.آي. والتفاؤل بالمستقبل. كما أنها تعطي تفاني من اجل القوات الأمريكية التي تقاتل في العراق وأفغانستان.
كانت «ليف يور لايف» ناجحة تجارياً في جميع أنحاء العالم. في الولايات المتحدة، الأغنية تصدرت بيلبورد هوت 100, لتصبح ثالث أغنية لتي.آي. تتصدر القمة، وخامس أغنية لريانا. الأغنية أيضاً وصلت إلى المراكز العشرة الأولى في اثنتي عشرة دولة، وصلت أيضاً المراكز الخمسة الأولى في أستراليا، كندا، هولندا، نيوزيلندا والمملكة المتحدة. علاوة على ذلك، تصدرت «ليف يور لايف» بيلبورد لأغاني البوب وأغاني الراب ووصلت إلى المركز الثاني في هوت آر أند بي/هيب-هوب. تعتبر الأغنية الأعلى والأكثر نجاحاً في المخططات العالمية لتي.آي. منذ صدورها.
تم إخراج الفيديو المصور من قبل انثوني ماندلير، يصور الفيديو قصة صعود تي.آي. للشهرة في شكل روائي، مع اشتراك ريانا تغني في غرفة تغيير للملابس وحانة. الثنائي قاموا بتأدية الأغنية في جوائز ام تي في للأغاني المصورة عام 2008. الأغنية ظهرت في الفيديو الترويجي لفيلم ذا هانغوفير.

## الجوائز والترشيحات
| السنة | الحفل                               | الفئة                              | النتيجة |
| ----- | ----------------------------------- | ---------------------------------- | ------- |
| 2009  | جوائز بربادوس الموسيقية             | أفضل تعاون                         | رُشِّح     |
| 2009  | جوائز بي إي تي                      | فيديو السنة                        | رُشِّح     |
| 2009  | جوائز بي إي تي                      | أفضل تعاون                         | رُشِّح     |
| 2009  | جوائز بي إي تي                      | جائزة اختيار المشاهدين             | فوز     |
| 2009  | جوائز بي إي تي هيب-هوب              | أغنية السنة                        | رُشِّح     |
| 2009  | جوائز بي إي تي هيب-هوب              | أفضل تعاون هيب-هوب                 | فوز     |
| 2009  | جوائز بي إي تي هيب-هوب              | أفضل هيب-هوب فيديو                 | فوز     |
| 2009  | جوائز ام تي في للأغاني المصورة      | أفضل فيديو لذكر                    | فوز     |
| 2009  | جوائز ام تي في الموسيقية اليابانية  | أفضل تعاون                         | رُشِّح     |
| 2009  | جوائز ام تي في الموسيقية اليابانية  | أفضل أغنية هيب-هوب                 | رُشِّح     |
| 2009  | جوائز ام تي في الموسيقية الأسترالية | أفضل تعاون                         | فوز     |
| 2009  | جوائز فيديو متش ميوزك               | أفضل فيديو عالمي لهذه السنة - فنان | رُشِّح     |
| 2009  | جائزة إختيار المراهقين              | اختيار أفضل تعاون                  | رُشِّح     |
| 2010  | جوائز بيبول تشويس                   | أفضل أغنية تعاون                   | رُشِّح     |

## الأداء التجاري

### أمريكا الشمالية
في الولايات المتحدة، دخلت «ليف يور لايف» لأول مرة المركز الثمانون في بيلبورد هوت 100 في 11 أكتوبر، 2008. الأغنية تقدمت إلى المركز الأول في الأسبوع التالي، وبهذا تسجل الأغنية رقماً قياسياً لأعلى انتقال إلى المركز الأول في التاريخ، التي تغلبت على رقم قياسي آخر من قبل تي.آي. نفسه قبل ستة أسابيع مع أغنيتة «وات ايفر يو لايك» التي قفزت من المركز الواحد والسبعون إلى الأول في هذا المخطط. ومع ذلك، تم كسر هذا الرقم القياسي مرة أخرى في الأسبوع التالي عن طريق أغنية بريتني سبيرز «ومنايزر» التي قفزت من المركز السادس والتسعون إلى الأول. الأغنية أصبحت ثالث أغنية لتي.آي. تتصدر هوت 100, وخامس أغنية لريانا. وبهذا ريانا تصبح أول فنانة يكون لديها خمسة اغاني في القمة في القرن 21. وبالإضافة إلى ذلك، قامت «ليف يور لايف» باستبدال مركز «وات ايفر يو لايك» في هوت 100, مما يجعل تي.آي. تاسع فنان يحل محل أنفسهم في المركز الأول في تاريخ هذا المخطط. احتلت «وات ايفر يو لايك» المركز الثاني في هذا الأسبوع، ليصبح أول فنان يحتل المركزين الثاني الأول من إيكون في عام 2006. تصدرت «ليف يور لايف» مدة ثلاثة أسابيع غير متتالية في هوت 100. وقبل ذلك، الأغنية الوحيدة التي تصدرت مدة ثلاثة أسابيع غير متتالية كانت «لي فريك» من قبل شيك في أواخر عام 1978 وأوائل عام 1979 بالإضافة إلى الأغنية التي تصدرت المخطط في 2008, ليونا لويس «بليدنغ لوف» وأغنية تي.آي. «وات ايفر يو لايك».
في 6 ديسمبر، 2008, تصدرت «ليف يور لايف» بيلبورد لأغاني البوب، لتصبح أول أغنية لتي.آي. تكون في المركز الأول هناك، والرابعة لريانا. لمدة ستة أسابيع غير متتالية. الأغنية أيضاً تصدرت بيلبورد لأغاني الراب لمدة عشرة أسابيع متتالية. دخلت الأغنية لأول مرة المركز السابع والسبعون في بيلبورد هوت آر أند بي/هيب-هوب. في الأسبوع التالي، ارتفعت إلى المركز الثامن والثلاثون. بعد عشرة أسابيع في المخطط، الأغنية بلغت ذروتها في المركز الثاني، حيث بقيت في هذا المركز لمدة عشرة أسابيع متتالية، منعت أغنية بيونسي «سنغل ليديز (بت آ رينغ اون ات)» من وصول الأغنية إلى المركز الأول. اعتباراً من يونيو عام 2013, باعت «ليف يور لايف» 4,511,000 نسخة رقمية في الولايات المتحدة، تلقيت عدة شهادات بلاتينيوم من قبل اتحاد صناعة التسجيلات الأمريكية. الأغنية بلغت ذروتها المركز الرابع في كندا هوت 100.

### أوقيانوسيا
في نيوزيلندا، دخلت «ليف يور لايف» لأول مرة المركز الثالث والعشرون في 6 أكتوبر، 2008. بلغت ذروتها المركز الثاني في 8 ديسمبر، 2008. تم اعتماد الأغنية بشهادة البلاتينيوم من قبل اتحاد صناعة التسجيلات في نيوزيلندا لمبيعات وصلت إلى 15,000 نسخة. في مخطط الأغاني المنفردة الأسترالية، الأغنية دخلت لأول مرة المركز الثامن والأربعون في 26 أكتوبر، 2008. وبحلول الأسبوع الرابع وصلت إلى المراكز العشرة الأولى. الأغنية بلغت ذروتها المركز الثالث في 21 ديسمبر، لمدة أربعة أسابيع متتالية. حصلت على شهادة بلاتينيوم من قبل رابطة صناعة التسجيلات الأسترالية لمبيعات وصلت إلى 70,000 نسخة.

### أوروبا
في المملكة المتحدة، دخلت الأغنية لأول مرة المركز التاسع والثلاثون في 15 نوفمبر، 2008. في الأسبوع التالي، ارتفعت إلى المركز الثاني، لتصبح تلقائياً أعلى مركز أغنية لتي.آي. في هذا المخطط. كما تصبح سادس أغنية لريانا في المركز الثاني في هذا المخطط. الأغنية دخلت لأول مرة المركز الثالث في مخطط الأغاني المنفردة الأيرلندية، لتصبح أعلى مركز أغنية لتي.آي. في هذا المخطط. وعاشر أغنية لريانا في المراكز العشرة الأولى.

## قائمة أغاني الأغنية المنفردة
| تحميل رقمي 1. «ليف يور لايف» (مع ريانا) (نسخة الألبوم) – 5:38 أسطوانة منفردة 1. «ليف يور لايف» (مع ريانا) (نسخة الألبوم) – 5:41 2. «كولكت كول» – 4:36 | ماكسي أغنية منفردة 1. «ليف يور لايف» (مع ريانا) (نسخة الألبوم) – 5:41 2. «ليف يور لايف» (مع ريانا) (اللحن) – 5:47 3. «كولكت كول» – 4:36 4. «ليف يور لايف» (الفيديو) – 5:31 |

## الرسوم البيانية
| المخطط (2008–09)               | المركز |
| ------------------------------ | ------ |
| أستراليا                       | 3      |
| النمسا                         | 5      |
| بلجيكا (فلاندرز)               | 15     |
| بلجيكا (والونيا)               | 19     |
| كندا                           | 4      |
| جمهورية التشيك                 | 6      |
| الدنمارك                       | 15     |
| أوروبا هوت 100                 | 4      |
| فنلندا                         | 9      |
| فرنسا                          | 17     |
| ألمانيا                        | 12     |
| المجر (المراكز الأربعين راديو) | 33     |
| أيرلندا                        | 3      |
| هولندا                         | 5      |
| نيوزيلندا                      | 2      |
| النرويج                        | 6      |
| سلوفاكيا                       | 37     |
| السويد                         | 6      |
| سويسرا                         | 8      |
| المملكة المتحدة                | 2      |
| بيلبورد هوت 100                | 1      |
| بيلبورد هوت آر أند بي/هيب-هوب  | 2      |
| بيلبورد لأغاني البوب           | 1      |
| بيلبورد لأغاني الراب           | 1      |

| المخطط (2008)   | المركز |
| --------------- | ------ |
| بيلبورد هوت 100 | 37     |

| المخطط (2009)   | المركز |
| --------------- | ------ |
| أستراليا        | 75     |
| كندا            | 24     |
| المجر           | 144    |
| سويسرا          | 70     |
| المملكة المتحدة | 137    |
| بيلبورد هوت 100 | 18     |

| المخطط (2000–2009) | المركز |
| ------------------ | ------ |
| بيلبورد هوت 100    | 37     |

## الشهادات
| الدولة           | الشهادات     | المبيعات  |
| ---------------- | ------------ | --------- |
| أستراليا         | بلاتينيوم    | 70,000    |
| نيوزيلندا        | بلاتينيوم    | 15,000    |
| الولايات المتحدة | 4× بلاتينيوم | 4,511,000 |

## تاريخ الإصدار
| الدولة           | التاريخ         | نوع التحميل    | شركة الإنتاج     |
| ---------------- | --------------- | -------------- | ---------------- |
| الولايات المتحدة | 23 سبتمبر، 2008 | تحميل رقمي     | تسجيلات أتلانتيك |
| أستراليا         | 26 سبتمبر، 2008 | تحميل رقمي     | تسجيلات أتلانتيك |
| النمسا           | 26 سبتمبر، 2008 | تحميل رقمي     | تسجيلات أتلانتيك |
| بلجيكا           | 26 سبتمبر، 2008 | تحميل رقمي     | تسجيلات أتلانتيك |
| كندا             | 26 سبتمبر، 2008 | تحميل رقمي     | تسجيلات أتلانتيك |
| الدنمارك         | 26 سبتمبر، 2008 | تحميل رقمي     | تسجيلات أتلانتيك |
| فنلندا           | 26 سبتمبر، 2008 | تحميل رقمي     | تسجيلات أتلانتيك |
| فرنسا            | 26 سبتمبر، 2008 | تحميل رقمي     | تسجيلات أتلانتيك |
| أيرلندا          | 26 سبتمبر، 2008 | تحميل رقمي     | تسجيلات أتلانتيك |
| إيطاليا          | 26 سبتمبر، 2008 | تحميل رقمي     | تسجيلات أتلانتيك |
| المكسيك          | 26 سبتمبر، 2008 | تحميل رقمي     | تسجيلات أتلانتيك |
| هولندا           | 26 سبتمبر، 2008 | تحميل رقمي     | تسجيلات أتلانتيك |
| نيوزيلندا        | 26 سبتمبر، 2008 | تحميل رقمي     | تسجيلات أتلانتيك |
| النرويج          | 26 سبتمبر، 2008 | تحميل رقمي     | تسجيلات أتلانتيك |
| إسبانيا          | 26 سبتمبر، 2008 | تحميل رقمي     | تسجيلات أتلانتيك |
| السويد           | 26 سبتمبر، 2008 | تحميل رقمي     | تسجيلات أتلانتيك |
| سويسرا           | 26 سبتمبر، 2008 | تحميل رقمي     | تسجيلات أتلانتيك |
| المملكة المتحدة  | 26 سبتمبر، 2008 | تحميل رقمي     | تسجيلات أتلانتيك |
| المملكة المتحدة  | 24 نوفمبر، 2008 | أسطوانة منفردة | تسجيلات أتلانتيك |